# Lonevåg
Lonevåg is een plaats in de Noorse gemeente Osterøy, provincie Vestland. Lonevåg telt 534 inwoners (2007) en heeft een oppervlakte van 0,74 km².